# Undertow
Undertow — перший студійний альбом американського рок-гурту Tool, який вийшов у 1993 році.

## Про альбом
Undertow став першим повноформатним студійним альбомом американського рок-гурту Tool, заснованого 1990 року. В той час, як найбільш популярним жанром на музичних каналах та радіостанціях був альтернативний рок і грандж, Tool виконували більш важку та «брутальну» музику, із гітарними рифами в заниженому строї, складними барабанними партіями та нюансованим вокалом фронтмена Мейнарда Кінена. Попри порівняння із тогочасними популярними колективами, як то Rage Against the Machine, Jane's Addiction, Faith No More, Melvins, Helmet, музиканти відмовлялися визначати власний стиль: «Ми не металічний гурт, не грандж-гурт, не рок-гурт і не кантрі-колектив. Ми — Tool».
Альбом вийшов у квітні 1993 року та отримав назву «Undertow» (укр. Глибинна течія). На обкладинці знаходилось зображення «червоної грудної клітки», створене гітаристом Адамом Джонсом. Колишній дизайнер спецефектів, який до Tool працював в Голлівуді над такими фільмами, як «Парк Юрського періоду» та «Термінатор 2», відповідав за оформлення альбому, а також створював концепції для відеокліпів гурту. Мережі роздрібних магазинів Walmart та Kmart відмовилися розповсюджувати альбом через сумнівне оформлення. У відповідь гурт змінив обкладинку альбому на величезний штрих-код, і опублікував звернення до фанатів, пообіцявши безплатно надіслати зображення поштою.
Двома головними хітами з Undertow стали пісні «Sober» та «Prison Sex», на які було знято відеокліпи. «Sober» була присвячена другові Мейнарда Кінена, який зізнався, що може створювати щось лише під впливом алкоголю або наркотиків, але також містила посилання до біблійних сюжетів. Своєю чергою, «Prison Sex» була присвячена насильству, а її головними героями були то аб'юзер, то його жертва, але Мейнард Кінен наголошував, що в першу чергу вона про «розпізнавання, ідентифікацію циклу насильства всередині себе». Кліп «Sober» потрапив до активної ротації на музичному телеканалі MTV, проте пісня «Prison Sex» була вилучена з ефіру.
Попри скандали, пов'язані з оформленням та змістом альбому, платівка потрапила на 50 місце в національному хіт-параді Billboard 200, а також посіла перше місце в чарті Top Heatseekers. Загальні продажі альбому перевищили 3 млн примірників.
Undertow став останнім альбомом Tool з бас-гітаристом Полом Д'Амуром у складі. Під час запису другого студійного альбому 1995 року його змінив Джастін Ченселлор. 

## Список пісень
| #   | Назва           | Тривалість |
| --- | --------------- | ---------- |
| 1.  | «Intolerance»   | 4:53       |
| 2.  | «Prison Sex»    | 4:56       |
| 3.  | «Sober»         | 5:05       |
| 4.  | «Bottom»        | 7:13       |
| 5.  | «Crawl Away»    | 5:29       |
| 6.  | «Swamp Song»    | 5:31       |
| 7.  | «Undertow»      | 5:21       |
| 8.  | «4°»            | 6:02       |
| 9.  | «Flood»         | 7:45       |
| 10. | «Disgustipated» | 15:47      |

## Учасники запису
- Мейнард Джеймс Кінен — спів
- Адам Джонс — гітара
- Денні Кері — барабани
- Пол Д'Амур — бас-гітара